# Mamisoa Razafindrakoto
Mamisoa Razafindrakoto (ur. 13 sierpnia 1974 w Antananarywie) – madagaskarski piłkarz grający na pozycji środkowego obrońcy. Wielokrotny kapitan drużyny narodowej.
Uczestniczył w meczu, który zakończył się najwyższym wynikiem w historii futbolu - SOE Antananarivo - AS Adema, wygranym przez AS Adema liczbą 149 goli do zera. W ramach protestu przeciwko sędziemu, który pokłócił się z trenerem SOE, zawodnicy strzelali sobie bramki samobójcze. Skończyło się to dyskwalifikacją wielu z nich do końca roku 2002 - wśród wykluczonych zawodników znalazł się Mamisoa Razafindrakoto.